# Jan Keller
Jan Keller (ur. 23 stycznia 1955 we Frydku-Mistku) – czeski i morawski socjolog, publicysta i ekolog, wykładowca akademicki, poseł do Parlamentu Europejskiego VIII kadencji.

## Życiorys
Ukończył studia z zakresu socjologii i historii na Uniwersytecie Jana Ewangelisty Purkyniego w Brnie. Pracował jako aspirant w Czechosłowackiej Akademii Nauk oraz jako nauczyciel w szkole średniej w Hawierzowie. W latach 1982–1992 był asystentem w Katedrze Socjologii na macierzystej uczelni, która w międzyczasie powróciła do nazwy Uniwersytet Masaryka. Był stypendystą rządu francuskiego, odbywając staże na uniwersytetach w Bordeaux, Aix-en-Provence i na paryskiej Sorbonie. W 1992 habilitował się na podstawie rozprawy poświęconej biurokratyzacji rządów we Francji. Od tego samego roku do 1999 zajmował stanowisko docenta, następnie przez rok był profesorem na Uniwersytecie Masaryka. W 2000 objął stanowisko profesora socjologii na Uniwersytecie Ostrawskim. Gościnnie wykładał na uczelniach zagranicznych, m.in. w Lille.
Specjalizuje się w socjologii ogólnej, historii socjologii, teorii organizacji i problemach środowiskowych. Zajął się również działalnością publicystyczna, współpracując z dziennikiem „Právo”.
Był członkiem Komunistycznej Partii Czechosłowacji. W 2009 bez powodzenia kandydował do Parlamentu Europejskiego z listy Demokratycznej Partii Zielonych. W 2014 został wybrany na eurodeputowanego VIII kadencji, startując jako lider listy wyborczej Czeskiej Partii Socjaldemokratycznej.
W 2013 odznaczony Medalem Za Zasługi.

## Wybrane publikacje
- Systém vybraných odvětvových sociologií (1986)
- O povaze sociální reality. Soubor textů ke kritice nemarxistické sociologické teorie (1987)
- Sociální jednání z hlediska marxistické sociologie (1988)
- Sociologie organizace a byrokracie (1989)
- Současná francouzská sociologie (1989)
- Úvod do sociologie (1991)
- Nedomyšlená společnost (1992)
- Až na dno blahobytu (1993)
- Šok z ekologie (1996)
- Abeceda prosperity (1997)
- Úvod do sociologie (1999)
- Politika s ručením omezeným (2001)
- Dějiny klasické sociologie (2004)
- Soumrak sociálního státu (2006)
- Teorie modernizace (2007)
- Vědomostní společnost? Chrám, výtah a pojišťovna (2008)
- Tři sociální světy: sociální struktura postindustriální společnosti (2010)
- Nová sociální rizika a proč se jim nevyhneme (2011)